# Spanyol férfi kézilabda-bajnokság (másodosztály)
A spanyol férfi kézilabda-bajnokság másodosztálya, hivatalos nevén Divisón de Honor B de Balonmano a spanyol férfi kézilabda második legmagasabb szintje. Jelenleg 16 csapat alkotja, melyből minden szezon végén 2 jut fel és kettő esik ki.

## Lebonyolítás
A bajnokság minden csapata játszik minden csapattal, oda-visszavágós rendszerben, tehát a bajnokság végén 30 mérkőzés alapján történik a pontozás. Rájátszás nincs. A legtöbb európai bajnoksághoz hasonlóan itt is van pár hetes téli szünet, szinte pontosan a bajnokság felénél, vagyis a 15. forduló után. A téli és a tavaszi szezon ugyanabban a sorrendben zajlik le, az egyetlen különbség az, hogy fordított pályaválasztói joggal.
A győzelemért 2, a döntetlenért pedig 1 pont jár. Vereségért a csapatok nem kapnak pontot. Pontazonosság esetén a következő szempontok alapján rangsorolnak:
1.: Egymás elleni eredmények.
2.: Jobb gólkülönbség.
3.: Több győzelem.

## Az eddigi feljutók
| Év   | Csapatok                          |
| 1995 | Caja Bilbao UPV Barakaldo         |
| 1996 | Pescanova Chapela                 |
| 1997 | Universidad de Oviedo-Naranco     |
| 1998 | Barakaldo-UPV                     |
| 1999 | Valencia Airtel                   |
| 2000 | BM Altea                          |
| 2001 | Barakaldo-UPV                     |
| 2002 | Canal Alcobendas                  |
| 2003 | Octavio Pilotes Posada            |
| 2004 | Alcobendas Toyota                 |
| 2005 | Algeciras BM                      |
| 2006 | BM Antequera                      |
| 2007 | Octavio Pilotes Posada, SD Teucro |
| 2008 | BM Alcobendas, Edenca C.E.        |

## A 2007–08-as szezon végeredménye
|    | Csapat                          | M  | Gy | D | V  | DG/KG   | GK   | Pont |
| -- | ------------------------------- | -- | -- | - | -- | ------- | ---- | ---- |
| 1  | BM Alcobendas                   | 30 | 25 | 2 | 3  | 846/737 | +109 | 52   |
| 2  | Edenca Ciudad Encantada         | 30 | 21 | 3 | 6  | 902/797 | +105 | 45   |
| 3  | BM Barakaldo                    | 30 | 18 | 6 | 6  | 844/798 | +46  | 42   |
| 4  | Artepref Villa de Aranda        | 30 | 16 | 7 | 7  | 809/755 | +54  | 39   |
| 5  | PRASA Pozoblanco                | 30 | 15 | 4 | 11 | 872/824 | +48  | 34   |
| 6  | Helvetia Anaitasuna             | 30 | 14 | 4 | 12 | 875/880 | -5   | 32   |
| 7  | Lábaro Toledo BM                | 30 | 13 | 5 | 12 | 835/825 | +10  | 31   |
| 8  | Cangas Frigoríficos del Morrazo | 30 | 12 | 6 | 12 | 786/787 | -1   | 30   |
| 9  | Bidasoa Irún                    | 30 | 11 | 6 | 13 | 778/786 | -8   | 28   |
| 10 | Forcusa Huesca                  | 30 | 12 | 4 | 14 | 805/805 | 0    | 28   |
| 11 | ARS Palma del Río               | 30 | 9  | 9 | 12 | 842/857 | -15  | 27   |
| 12 | BM Almoradí Mahersol            | 30 | 10 | 6 | 14 | 794/792 | +2   | 26   |
| 13 | Lacera Naranco                  | 30 | 9  | 5 | 16 | 782/812 | -30  | 23   |
| 14 | O.A.R. Coruña                   | 30 | 7  | 6 | 17 | 831/906 | -75  | 20   |
| 15 | Grupo Sigarci                   | 30 | 5  | 5 | 20 | 800/892 | -92  | 15   |
| 16 | Tolimar Tres de Mayo            | 30 | 3  | 2 | 25 | 832/980 | -148 | 8    |

|  | Győztes: BM Alcobendas.                        |
|  | Feljutott: BM Alcobendas, BM Ciudad Encantada. |
|  | Kiesett: Grupo Sigarci, Tolimar Tres de Mayo.  |

## A 2008–09-es szezon részt vevő csapatai
- Adelma Sinfín Santander
- Alser BM Puerto Sagunto
- ARS Palma del Río
- Artepref Villa de Aranda
- Atlético Boadilla DHO
- Bidasoa Irún
- Almoradí Mahersol
- Barakaldo-UPV
- Forcusa Huesca
- Frigoríficos del Morrazo
- Helvetia Anaitasuna
- Lábaro Toledo
- PRASA Pozoblanco
- Realitas BM
- Sifa Hexa Aldemar

- Előző szezonban feljutott:
  - BM Alcobendas
  - Cuenca 2016

- Kiesett az első osztályból:
  - Teka Cantabria
  - Algeciras BM

- Nem indult:
  - Teka Cantabria

## Külső hivatkozások
- A spanyol kézilabda-szövetség honlapja
- ASOBAL Magazin